# Màrius Gifreda i Morros
Màrius Gifreda i Morros (Barcelona, 1895 - Barcelona, 29 de desembre de 1958) fou un periodista, arquitecte, escriptor, dramaturg, novel·lista i crític teatral català.
Marius Gifreda va estudiar arquitectura com a pare, a l'Escola Tècnica Superior d'Arquitectura de Barcelona. Va ser alumne del modernista Joan Amigó i Barriga (1875-1958), per a qui va presentar un projecte de “caseta intimista” a la Colònia Bosc, que va rebre excel·lents crítiques per la seva “dolcíssima arquitectura de caient familiar”. No va arribar a acabar la carrera universitària perquè, a mesura que estudiava, li va interessar més la vessant artística que la tècnica, de manera que va decidir inscriure's a l'Escola d'Art Francesc Galí, fundada com a liceu per l'artista i pedagog Francesc d'Assís Galí i Fabra (1880-1965). En aquest ambient creatiu va entaular amistats que el van acompanyar tota suvida, alineant-se amb el grup anomenat “Els Evolucionistes” (1917-1923).
Aviat es va adonar de “…els sofriments aliens a l’ofici d’artiste” i va decidir centrar-se en els negocis de la seva família, gestionant el seu ampli patrimoni immobiliari. Els sabem perquè és ell qui signa i administra la majoria dels documents municipals de la seva família des del 1921. També va ser membre actiu del Partit Catalanista Republicà. Amb la seva economia resolta i la seva vida organitzada, es va edicar a viatjar i escriure, ocupant el temps com a crític d'art, així com editor de revistes locals sobre literatura, teatre, pintura, escultura, moda i arquitectura, algunes de les quals va finançar ell mateix. Va promoure esdeveniments culturals, va animar activitats artístiques i va orientar joves creadors. També va escriure novel·la, teatre i poesies.
Tot i que avui no es comenta, Marius també era un gran aficionat a l'esoterisme i l'alquímia. També va ser un gran bibliòfil. La cèlebre biblioteca Gifreda no era del seu germà Josep únicament, com se sol creure, sinó dels dos germans, que compartien residència al mateix edifici i afició per l'esoterisme. Josep va adquirir per a aquesta col·lecció conjunta llibres d'astronomia, astrologia, medicina, biologia, química, arqueologia, egiptologia i historia natural. Però Marius va afegir molts més de filosofia, literatura, teatre, poesia, belles arts, història, viatges, psicologia, sociologia, política, catalanisme, etnogràfica o arquitectura, ja que va ser un mecenes culte ben reconegut a Catalunya, amb extensos contactes dins dels cercles artístics, intel·lectuals i polítics.
Sent arquitecte, va col·laborar amb el setmanari Mirador escrivint, sobretot, de temes entorn de l'arquitectura i l'urbanisme. Encara que també hi conreà la crítica artística a partir del 1929. Fou editor del setmanari satíric El Be Negre. El 1947 va obtenir el Premi Català de Primera Novel·la, convocat per l'editor Josep Janés i Olivé, amb Sis o set sirenes (1951). L'anònim blau fou la seva primera comèdia, estrenada el 1931; el 1948 estrenà Rellotge de sol, publicada el 1957 amb el títol Somni celestial. A banda d'aquestes, escriví peces teatrals com L'eterna cacera i L'assassinat d'un barret fort, que fou traduïda al portuguès, i es representà amb èxit a Lisboa.